# アメリカ領ヴァージン諸島議会
アメリカ領ヴァージン諸島議会（アメリカりょうヴァージンしょとうぎかい、英語: Legislature of the Virgin Islands）は、アメリカ領ヴァージン諸島の立法府である。立法府は一院制で、任期制限のない2年任期で選出された15人の上院議員で構成される。議会はセント・トーマス島のシャーロット・アマリーで開かれる。

## 歴史

### デンマーク時代（1852年-1917年）
近代議会のルーツは、デンマーク植民地時代の1852年に制定された植民地法にある。この法律により、デンマーク領西インド諸島に植民地議会が設置され、デンマーク国王に代わって植民地の行政総督を務める副総督が任命された。その名称とは裏腹に、植民地議会は真の立法府というよりは諮問機関として機能した。副総督は、自分たちにふさわしくないと考える法律を拒否したり改正したりする権利を保持し続けた。
1863年に制定された植民地法により、議会は2つに分割され、新たに創設されたセント・トーマス・セント・ジョン自治体のための植民地議会と、セント・クロイ自治体のための別の植民地議会が設置された。1863年の法律では、副総督や議員自身の要請があれば両議会は一つの議会に統合され、議員には植民地の財政についてより大きな発言権が与えられた。しかし、デンマーク君主は依然として評議会のメンバー数名を選ぶ権利を留保しており、コペンハーゲンは植民地の立法に関して引き続き発言権を有していた。君主に任命された副総督と国王もまた、彼らの机に持ち込まれた植民地法案を可決または否決する権利を留保し続けた。この時期の選挙権は依然として低く、6パーセント弱で推移した。

### アメリカ時代 （1917年-現在）
1917年、ドイツのカリブ海進出を恐れたアメリカがデンマークからヴァージン諸島を購入すると、ヴァージン諸島政府は徐々に改革された。1917年から1931年までは米海軍が統治し、海軍士官が知事職を務めたが、50年前にデンマークが作った領内の2つの市町村の植民地評議会はほとんど変わらずに残った。島民は1927年にアメリカ市民権を与えられ、海軍の無能な統治に対する民衆の不満を受け、1931年に連邦内務省の監督下に入った。
1936年、アメリカ議会が有機法を可決したことで、島はこれまでで最大の自治権を得た。21歳以上の島民は初めて普通選挙権を得た。植民地評議会（現在は市町村評議会）は、必要なときに結合して立法議会を形成することができた。州議会は、3分の2以上の賛成で州知事の拒否権を覆すことができるようになり、これはアメリカ議会や各州議会に与えられた議会手続きである。しかし、合衆国議会と大統領は、領土立法に対する拒否権を引き続き保有していた。

### 現代の議会
1954年に制定されたヴァージン諸島の改正法は、2つの市町村議会を解散し、ヴァージン諸島の恒久的な統一議会として一院制議会を創設した。1966年の憲法改正により、議員数は当初の11人から15人に増加した。現在、ヴァージン諸島議会は、米国内の多くの州議会と同等の権利と権限を持つ準州議会である。

### 議会議事堂
議会の本拠地は、1828年にデンマーク警察の兵舎として建てられ、1884年に大幅に改修された歴史的建造物である議会シャーロット・アマリー歴史地区に含まれている。

## 議会
州議会は一院制で、ネブラスカ州、グアム、ワシントンD.C.と並ぶ全米4つの立法機関のひとつである。州議会はシャーロット・アマリーにある議会議事堂（デンマーク軍とアメリカ軍の兵舎を復元した建物で、かつての高校でもある）で開かれる。議会は15名の議員で構成され、各議員の任期は2年である。準州は2つの多選挙区に分けられ、それぞれを代表する7人の議員がブロック投票で選出される。
2016年にハワイ州上院が唯一の共和党議員を失うまで、長い間、州議会は米国で唯一、共和党が全く代表を持たない議会であった。
議員になる資格は、21歳以上であること、米国市民であること、ヴァージン諸島に3年間居住していること、代表選挙区の適格な居住者であることなどである。